# Grimme-Preis

Grimme-Preis-Logo

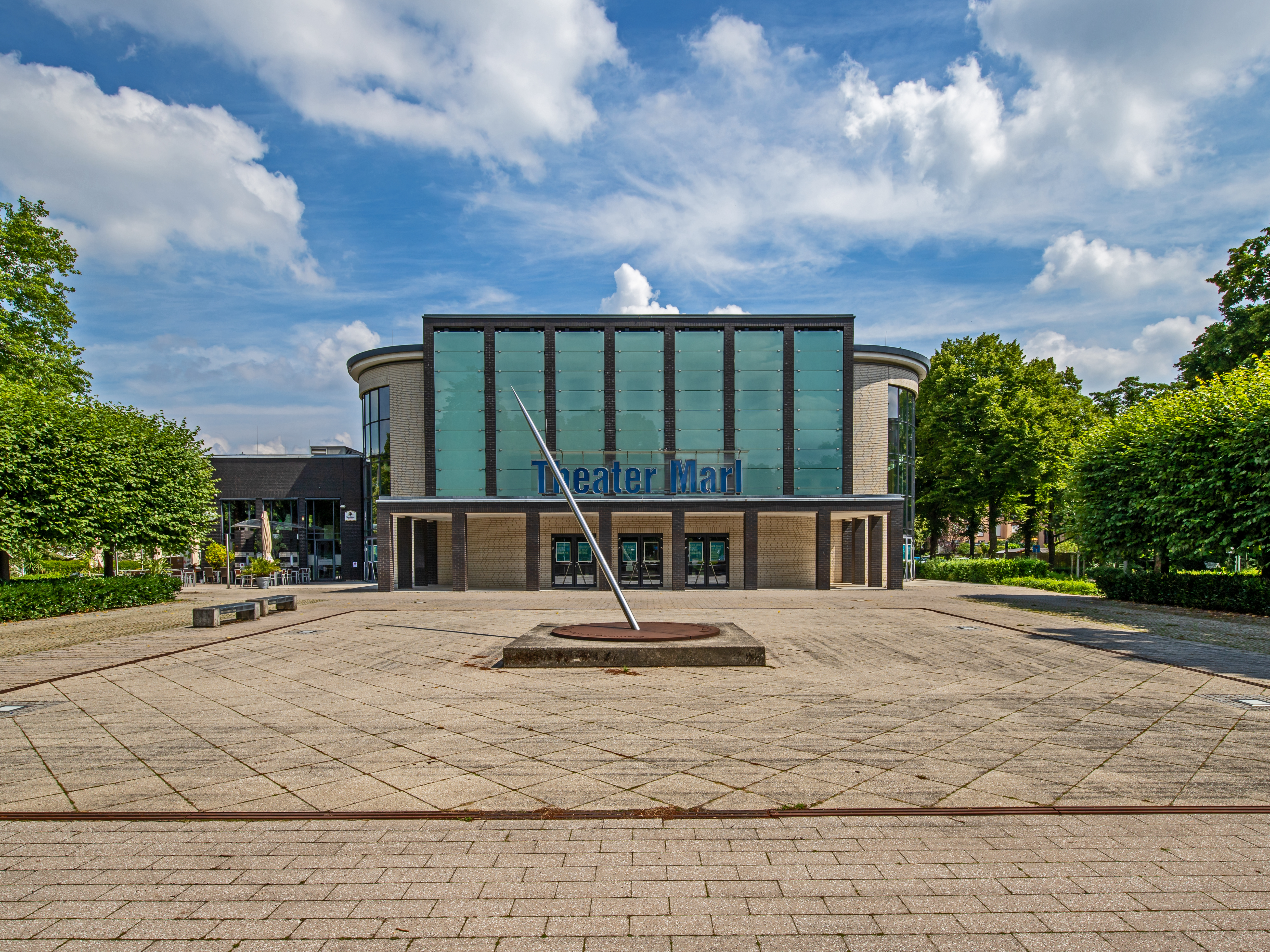
Theater der Stadt Marl, Ort der Preisverleihung

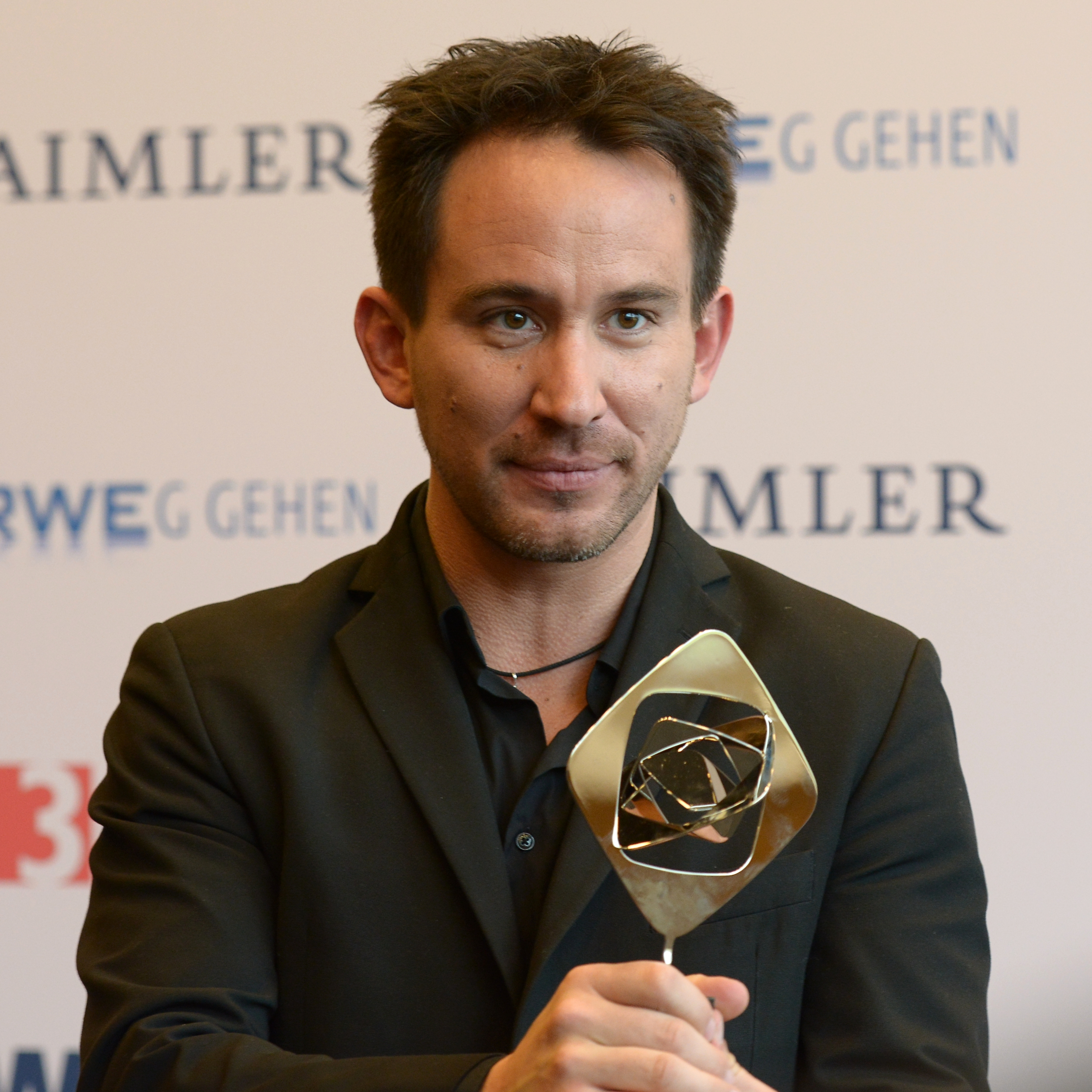
Preisträger Marcel Mettelsiefen mit Trophäe

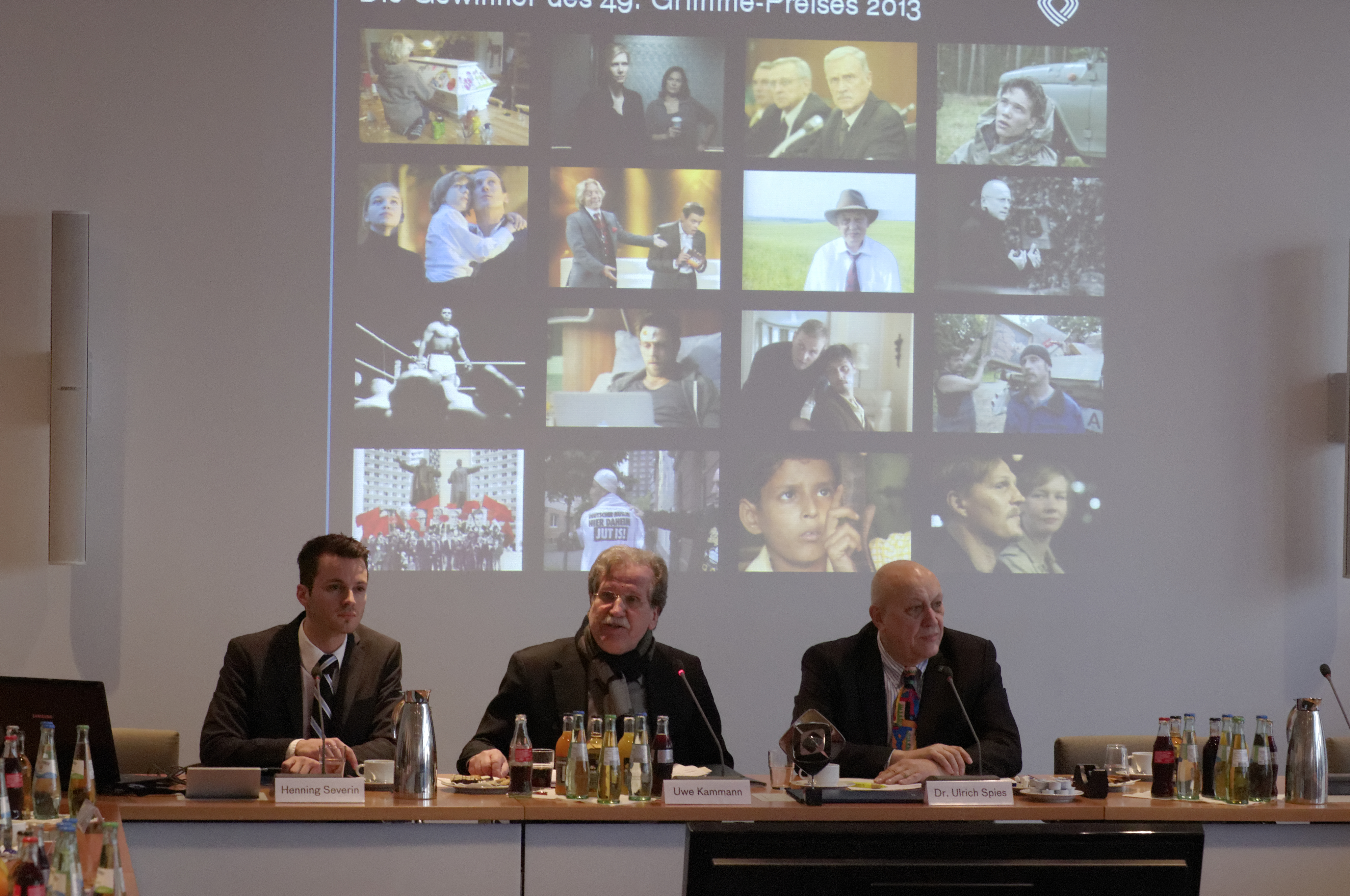
Pressekonferenz zur Verkündung der Preisträger 2013

Der Grimme-Preis (bis 2010 Adolf-Grimme-Preis) ist eine Auszeichnung für Fernsehsendungen in Deutschland und gilt als renommiertester Medienpreis Deutschlands. Er wurde nach dem ersten Generaldirektor des Nordwestdeutschen Rundfunks, Adolf Grimme (1889–1963), benannt. Der Preis wurde auf Initiative von Bert Donnepp vom Deutschen Volkshochschulverband (dvv) gestiftet.
Vergeben wird der Fernsehpreis jährlich vom Grimme-Institut in Marl. Seit 1964 würdigt dieses Produktionen und Fernsehleistungen, die „die spezifischen Möglichkeiten des Mediums Fernsehen auf hervorragende Weise nutzen und nach Inhalt und Methode Vorbild für die Fernsehpraxis sein können“ (Statut des Grimme-Instituts). Bis 1973 wurde der Preis von der Volkshochschule die insel vergeben.
1977 fand wegen des Umzugs des Bildungswerks der Stadt Marl keine Preisverleihung statt. Mit zehn Grimme-Preisen ist der Regisseur Dominik Graf der am häufigsten ausgezeichnete Preisträger (Stand: 2013). Neben dem Grimme-Preis vergibt das Institut auch den Grimme Online Award und den Deutschen Radiopreis.

## Trophäe
Die Trophäe des Grimme-Preises wurde von der Entwicklungsgruppe 5 der Hochschule für Gestaltung (HfG) Ulm unter der Anleitung von Otl Aicher entworfen. Der Entwurf umfasst mehrere spiegelnde Flächen, die an einen Bildschirm erinnern. Sie sind so ineinander angeordnet, dass ein komplexes Spiegelbild entsteht, das sowohl für die Technik des Sendens durch ein Relais verstanden werden kann, als auch für das Fernsehen an sich, das Mittel der Ausstrahlung und Verbreitung.

## Verfahren zur Preisfindung
Die Preisfindung durchläuft ein dreistufiges Verfahren:
- In der ersten Stufe können Zuschauer, Fernsehanstalten und Produzenten Vorschläge einreichen. Die Vorschläge können, müssen aber nicht begründet werden. Alle Vorschläge, die den formalen Anforderungen des Wettbewerbs entsprechen, werden neutral und gleichberechtigt aufgenommen. Pro Jahr werden zwischen 500 und 600 Vorschläge eingereicht.
- In der zweiten Stufe beraten drei Nominierungskommissionen in drei mehrtägigen Sitzungen darüber, welche Vorschläge nominiert, also der Jury zur Entscheidung vorgelegt werden. Zwischen 50 und 60 Sendungen werden für die drei Wettbewerbsbereiche Fiktion, Unterhaltung sowie Information und Kultur ausgewählt.
- In der dritten Stufe entscheiden die drei Jurys in mehrtägigen Sitzungen über die endgültige Preisvergabe. In allen Wettbewerbsbereichen werden maximal zwölf Grimme-Preise vergeben.

Die Nominierungskommissionen und Jurys, die vom Grimme-Institut für diese Aufgabe berufen werden, setzen sich aus Fernsehkritikern, Publizisten, Medienwissenschaftlern sowie Bildungsfachleuten zusammen.

## Auszeichnungen
In den ersten Jahren wurde der Adolf-Grimme-Preis mit Gold, Silber oder Bronze verliehen, in einigen Jahren auch Für das interessanteste Experiment. Seit 1994 gibt es nur noch den Adolf-Grimme-Preis mit Gold für herausragende Leistungen und den Adolf-Grimme-Preis ohne weiteren Zusatz.
Zusätzlich gab es Besondere Ehrungen und Lobende Erwähnungen. Außerdem verlieh die Presse-Jury einen Preis und vergab ebenfalls Ehrende Anerkennungen. Von 1970 bis 1985 übernahm das die Jury Allgemeine Programme.
Seit 1968 wird ein Sonderpreis der Landesregierung (seit 1975 des Kultusministers) Nordrhein-Westfalen vergeben. Seit 1969 wird im Rahmen der Preisverleihung auch der sogenannte Publikumspreis der Marler Gruppe vergeben. Von 1970 bis 1979 wurde ein Sonderpreis, manchmal auch ein Förderpreis, des Stifterverbands für die Deutsche Wissenschaft vergeben.